# Johanes Haribowo

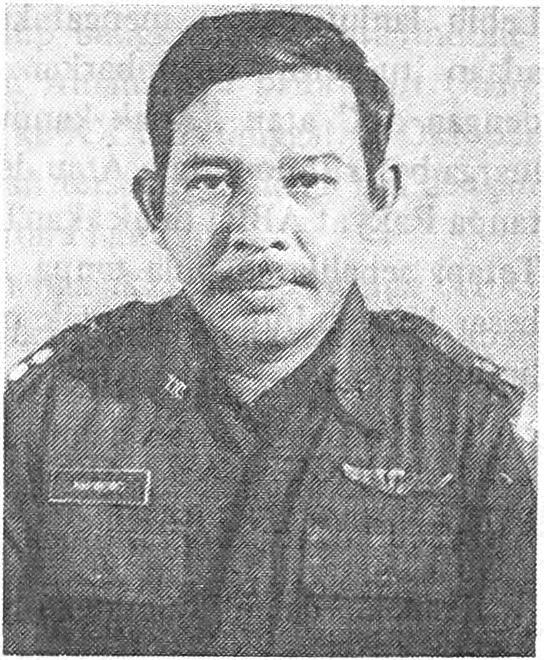
Johanes Haribowo (1981)

Johanes Haribowo (* 20. Juli 1943 in Tasikmalaya, Java, Niederländisch-Indien; † 13. Juli 2021 in Jakarta, Indonesien) war ein indonesischer Offizier. Von seinen 33 Jahren im Dienst verbrachte er 14 in Osttimor, das Indonesien 1975 besetzte und 1976 als Timor Timur annektierte.

## Werdegang
Haribowo wurde in Tasikmalaya (Westjava) geboren. Sein Vater war Lehrer und stammte aus Ostjava, seine Muter war aus Zentraljava. Haribowo besuchte in Tasikmalaya die Grund- und Mittelschule, bevor er an die Sekundarschule (SMA) Katolik Santo Albertus in Malang wechselte. Hier machte er 1960 seinen Abschluss. Seine Bewerbung an einer medizinischen Fakultät scheiterte, so dass er ab 1963 auf die Nationale Militärakademie ging. 1965 schloss er sie ab und erhielt den Rang eines Leutnants der Infanterie.
Bis 1973 war Haribowo in Westborneo stationiert. Im Range eines Majors wurde er 1974 nach Jakarta in das Militärhauptquartier (MABES Angkatan) versetzt und studierte ab 1980 am National Army Command and Staff College (Seskoad). 1981 schloss Haribowo als Kursbester ab und wurde als Oberstleutnant Kommandeur des Militärbezirks 1628/Baucau im besetzten Osttimor. 1985 wurde er Stabschef des Militärresorts 162/Wira Bhakti in Nusa Tenggara Barat.
1987 wurde Haribowo stellvertretender Sekretär der Regionalverwaltung und Assistent für Wirtschaft und Sozialwesen, 1992 als Nachfolger von António Freitas Parada Sekretär der Regionalverwaltung (Sekretaris Wilayah Daerah, Sekwilda). Damit hatte Haribowo die Oberhoheit über den Haushalt der Provinz. Als ein Nachfolger für Brigadegeneral Antonius Baldinuci Saridjo als stellvertretenden Gouverneur gesucht wurde, war Haribowo (inzwischen Oberst)  der einzige Kandidat von Gouverneur José Abílio Osório Soares. Der Repräsentantenrat des Volkes der Provinz (DPRD) bestätigte die Nominierung und Haribowo wurde am 8. März 1993 in sein neues Amt eingeführt. Als Regionalsekretär folgte ihm der Beamte Radjakarina Brahmana. Im Januar 1994 erfolgte Haribowos Beförderung zum Brigadegeneral. Am 12. Mai 1998 wurde Johannes Suryo Prabowo neuer stellvertretender Gouverneur und Haribowo ging im August in den Ruhestand.

## Politische Position
Auf einem Seminar zu den Beziehungen zwischen der Europäischen Union und Indonesien im Kontext der Asienkrise im Oktober 1998 wiederholte Haribowo die indonesische Sichtweise zur Geschichte Osttimors. Er erklärte, dass Portugal bei der Entkolonialisierung Portugiesisch-Timor die FRETILIN bevorzugt habe und portugiesische Milizen die linksgerichtete Partei mit Waffen versorgt hätten. Durch den folgenden Bürgerkrieg 1975 (Haribowo erwähnte weder den Putsch der UDT noch die Einflussnahme durch den indonesischen Geheimdienst) seien zehntausende Flüchtlinge nach Westtimor gekommen und dann zusammen mit indonesischen „Freiwilligen“ am 7. Dezember 1975 nach Osttimor zurückgekehrt. In Wahrheit hatte Indonesien bereits zuvor die Grenzgebiete mit regulären Truppen besetzt. Fünf westliche Journalisten, die Zeugen wurden, wurden ermordet. Am 7. Dezember begann mit dem Angriff auf Dili durch Kriegsschiffe und Fallschirmspringer die Operation Seroja und damit die offene Invasion Osttimors. Das Santa-Cruz-Massaker 1991 nannte Haribowo einen „Zwischenfall, den niemand gewollt habe“. Weiter zählte Haribowo die Erfolge der indonesischen Entwicklungsarbeit in Timor Timur auf und warb für die Autonomielösung, bei der Osttimor weiter Teil Indonesiens bleiben würde. Ein Unabhängigkeitsreferendum würde nur Sieger und Verlierer schaffen und die Verlierer könnten das Ergebnis nicht akzeptierten, wodurch erneut ein Bürgerkrieg ausbrechen würde.
Am 30. August 1999 entschieden sich 78,5 % der Wähler bei einem Unabhängigkeitsreferendum in Osttimor für eine Loslösung von Indonesien und gegen die Autonomielösung. Osttimor ist heute ein unabhängiger Staat.